# Ivan Fyodorovich Fedko
Ivan Fyodorovich Fedko (tiếng Nga: Ива́н Фёдорович Федько́; 6 tháng 7 năm 1897 - 26 tháng 2 năm 1939) là một nhà lãnh đạo quân sự Liên Xô, tư lệnh tập đoàn quân cấp 1 (1938), tham gia Nội chiến Nga. Ông là Ủy viên Ban chấp hành Trung ương Liên Xô, Phó Xô viết tối cao Liên Xô đợt triệu tập đầu tiên, thành viên Hội đồng quân sự trực thuộc Bộ Quốc phòng Liên Xô. Ông bị xử bắn vào năm 1939 với tội danh tham gia vào một âm mưu quân sự phát xít. Năm 1956, ông được phục hồi danh dự.

## Xuất thân
Ivan Fedorovich Fedko sinh ra ở làng Khmelyovo, tỉnh Poltava (nay là quận Romensky của vùng Sumy ở Ukraine) trong một gia đình nông dân. Năm 1904-1916, ông sống ở Chisinau. Sau khi tốt nghiệp trường dạy nghề trên phố Izmailovskaya năm 1915, ông làm việc tại một nhà máy sản xuất đồ nội thất địa phương. Ông tình nguyện nhập ngũ tháng 12 năm 1915. Từ tháng 4 năm 1916, ông phục vụ trong trung đoàn súng máy dự bị số 1 ở Oranienbaum. Tháng 7 năm 1916, ông được chuyển đến trung đoàn 420 Serdobsky của Phương diện quân Tây Nam. Trong một trận đánh, ông bị thương. Cuối năm 1916, ông được cử đi học tại trường sĩ quan cảnh sát số 4 ở Kiev, sau đó làm sĩ quan vào tháng 6 năm 1917. Ông tiếp tục phục vụ tại trung đoàn bộ binh dự bị số 35 ở Feodosia với tư cách là trung đội trưởng. Vào tháng 6 cùng năm, ông gia nhập đội ngũ cộng sản. Từ tháng 8 đến tháng 11 năm 1917, ông được bầu làm tiểu đoàn trưởng. Trung đoàn cách mạng Orsk.

## Binh nghiệp
Ngay ở giai đoạn hình thành, trung đoàn Fedko (lúc đó là biệt đội Biển Đen số 1) đã thực hiện một cuộc đột kích qua Bắc Tavria và Nikolayevshchina và tham gia cuộc nổi dậy Nikolaev vào ngày 20-23 tháng 3 năm 1918. Sau thất bại của cuộc nổi dậy, trung đoàn của Fedko đã chiến đấu chống lại quân Đức ở Bắc Tavria và Crimea cho đến ngày 1 tháng 5.
Trong cuộc Nội chiến Nga, ông đã chiến đấu ở Bắc Caucasus. Từ tháng 5 đến tháng 10 năm 1918, ông chỉ huy các đội quan thứ ba và đầu tiên của quân Bắc Caucasus. Từ ngày 27 tháng 10 đến tháng 11 năm 1918, ông được bổ nhiệm làm quyền Tổng chỉ huy quân cách mạng Bắc Caucasus. Vào tháng 11 năm 1918 - tháng 2 năm 1919, ông làm là trợ lý tư lệnh quân đoàn 11. Năm 1919, Fedko trở thành thành viên của RVS Cộng hòa xã hội chủ nghĩa Xô viết Crimea và là phó chỉ huy quân đội Crimea thuộc Tập đoàn quân 14. Ông trải qua nhiều cương vị khác nhau và tham gia nhiều trận đánh. Nhờ tài năng và quân công, ông đã bốn lần được tặng Huân chương Cờ đỏ.
Từ tháng 5 năm 1937 đến tháng 1 năm 1938 - Chỉ huy trưởng Quân khu Kiev. Từ tháng 1 năm 1938 - Phó Chính ủy Quốc phòng thứ nhất của Liên Xô. Đồng thời, từ tháng 3 năm 1938, ông là Ủy viên Hội đồng Quân chính của Hồng quân.
Năm 1937, ông được bầu làm Phó Chủ tịch Xô viết Tối cao Liên Xô trong cuộc triệu tập đầu tiên, và tại phiên họp thứ nhất vào tháng 1 năm 1938 - là thành viên của Đoàn Chủ tịch Xô Viết Tối cao Liên Xô.

## Danh hiệu và giải thưởng
|  | Huân chương Lenin                                      |
|  | Bốn Huân chương Cờ đỏ (các năm 1919, 1919, 1921, 1924) |